# Phare de l'île Pilot
Le phare de l'île Pilot (en anglais : Pilot Island Light), est un phare du lac Michigan situé sur l'île Pilot, près de Liberty Groves dans le Comté de Door, Wisconsin.
Ce phare est inscrit au Registre national des lieux historiques depuis le 21 novembre 1983 sous le no 83004279.

## Historique
Ce phare, mis en service en 1858 sur l'île Pilot, marque le passage des Porte des Morts. Il est similaire à l'ancien phare de Pottawatomie, en brique au lieu de la pierre. Jusqu'en 1910 il porta le nom de Porte des Morts Island Light. Le bâtiment d'origine du signal de brume a été converti en une deuxième résidence de gardien de phare adjoint en 1900.
Un brouillard fréquent et oppressant rendait ce passage dangereux. Une  cloche de brouillard a été installé en 1862. En 1864, elle a été remplacée par une corne de brume. En 1875, elle a été convertie en sirène de brouillard à vapeur. En 1880, un bâtiment de brouillard séparé a été construit pour la sirène pour un sifflet à vapeur de 10 pouces (250 mm) et un nouveau bâtiment en 1900 (qui existe toujours près du bord de l'eau). En 1904, on a réalisé que les sifflets étaient "moins qu'efficaces" et ils ont été remplacés par des diaphones doubles.
Cette île et Plum Island à proximité sont deux des quatre propriétés du Wisconsin cédées par la Garde côtière américaine au Bureau of Land Management (BLM) des États-Unis. Celui-ci travaille à trouver de nouveaux propriétaires qualifiés, qui seraient tenus de prendre soin des propriétés. Le phare appartient, depuis 2007, à l'United States Fish and Wildlife Service et est entretenu par Friends of Pilot and Plum Islands . Le terrain, le logement et la tour sont fermés. L'île est actuellement colonisée par une importante population de cormorans.

## Description
Le phare  est une tour carrée en brique de 12 m de haut, avec une galerie et une lanterne, montée sur une maison de gardiens en pierre en deux étages. Le bâtiment est non peint et la lanterne est noire. Il émet, à une hauteur focale de 15 m, deux  éclats blancs d'une seconde par période de 6 secondes. Sa portée est de 12 milles nautiques (environ 22 km).

## Caractéristiques dufeu maritime
Fréquence : 6 secondes (W)
- Lumière : 1 seconde
- Obscurité : 1 seconde
- Lumière : 1 seconde
- Obscurité : 3 secondes

Identifiant : ARLHS : USA-600 ; USCG :  7-21325 .

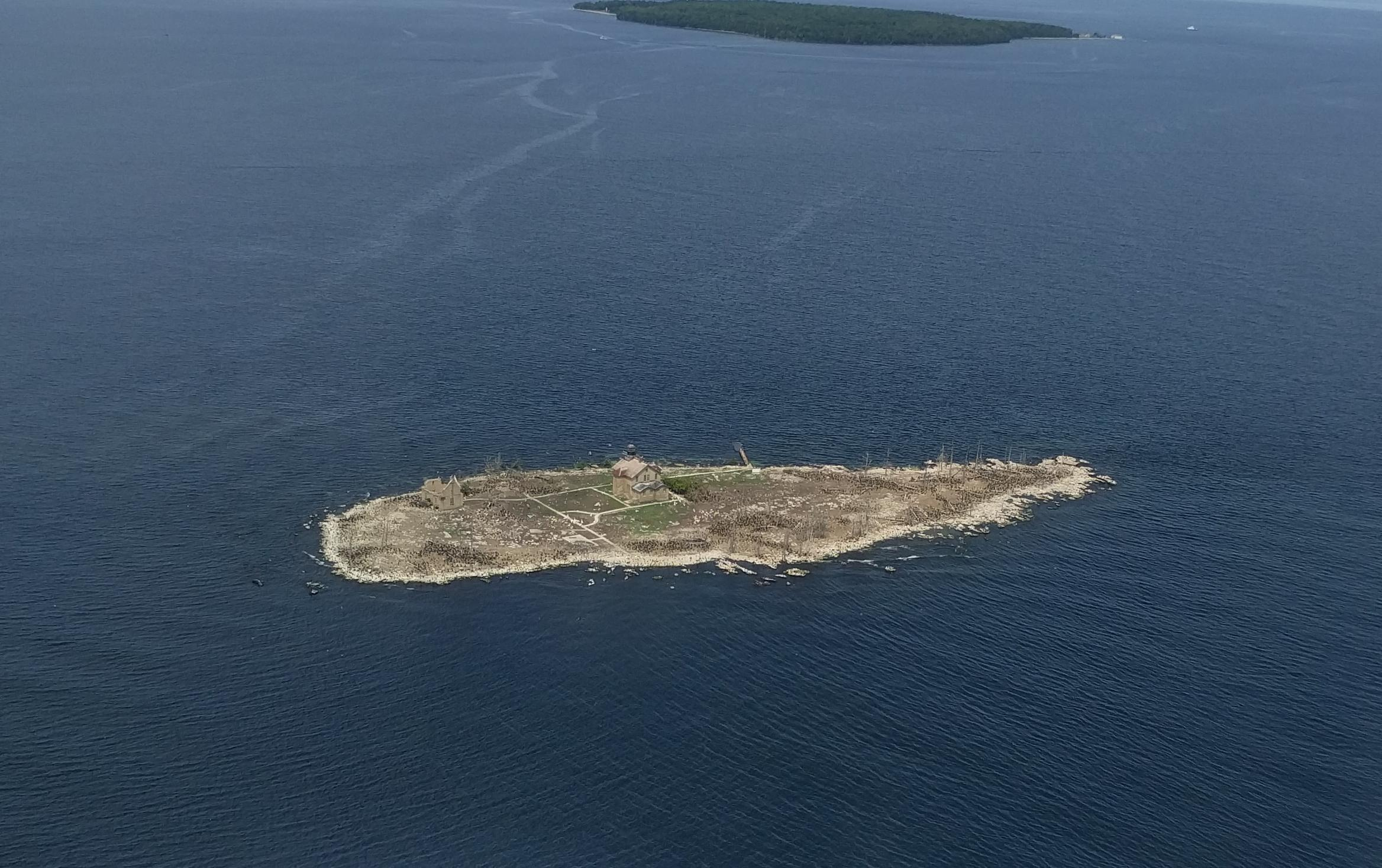
Île Pilot
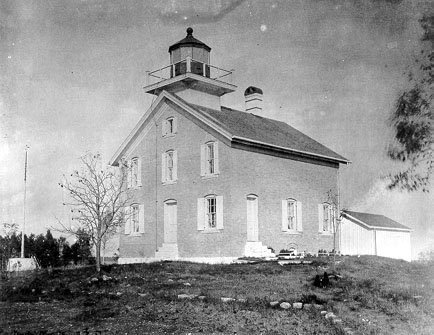
Le phare  (photo USCG)
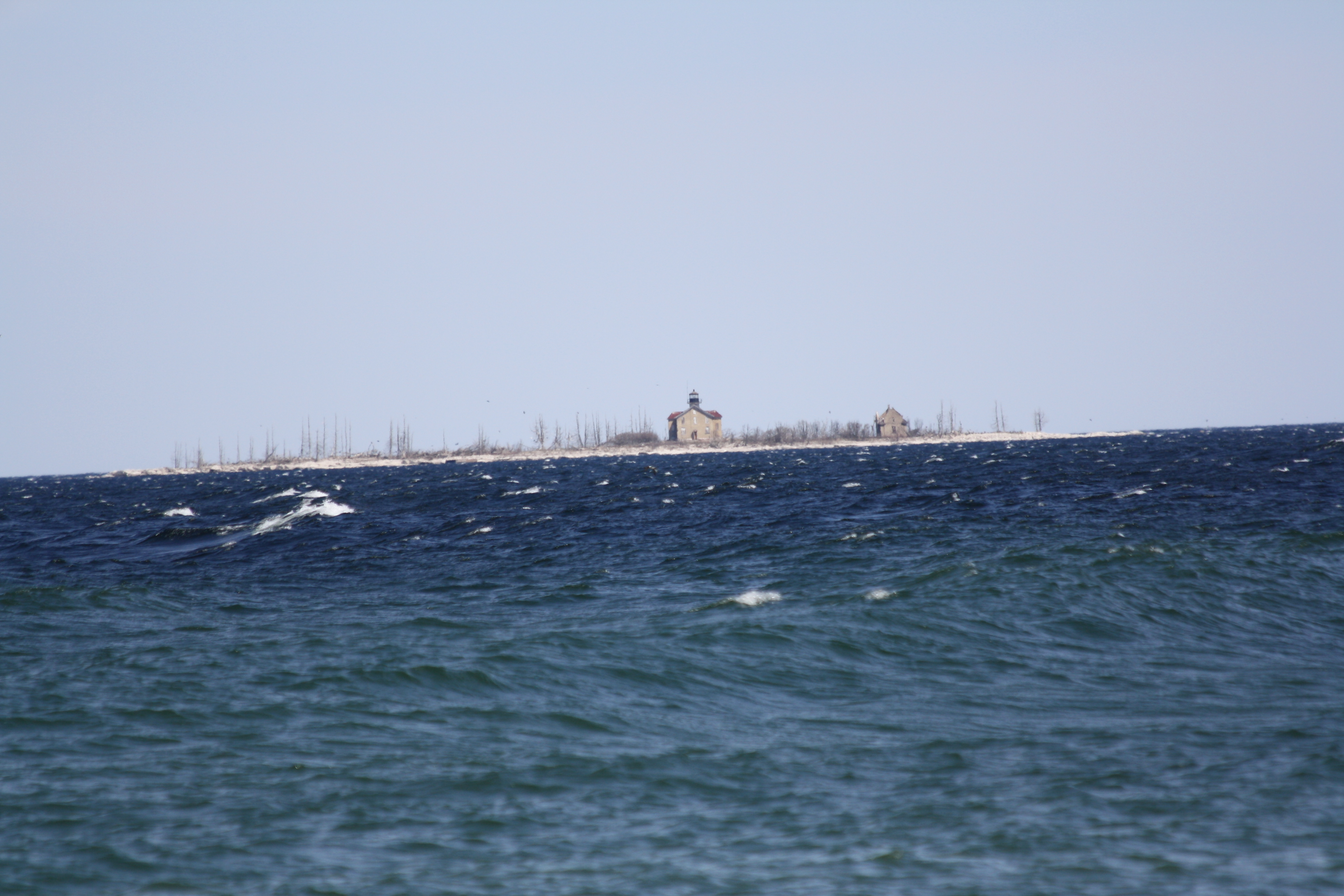
Le phare

### Lien connexe
- Liste des phares du Wisconsin